# À feu doux

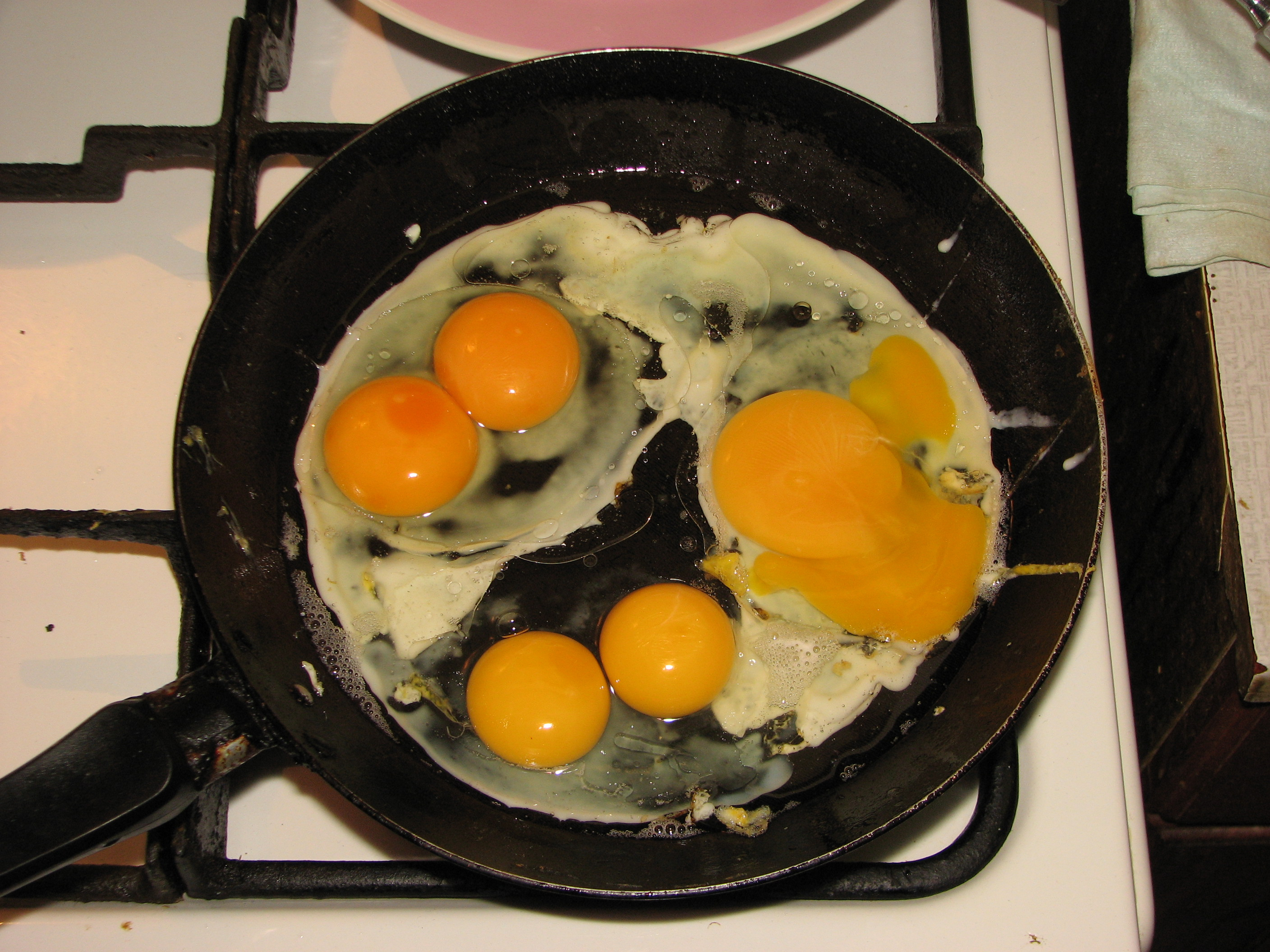
Œufs en cuisson à feu doux.

À feu doux ou cuisson à feu doux est une méthode de cuisson à base d'huile ou de graisse utilisée pour les aliments relativement fragiles ou riches en amidon. Si la cuisson à feu doux est surtout utilisée pour cuire les œufs au plat, elle est également utilisée pour les poissons délicats, les morceaux de viande tendre, les saucisses, et comme première étape des pommes de terre frites.

## Avantages
La cuisson à feu doux est utile si la graisse de friture brûle à des niveaux de chaleur plus élevés (par exemple, le beurre), ou si la graisse de friture a une saveur que le cuisinier veut préserver (par exemple, l'huile d'olive). Les huiles surchauffées peuvent produire des composés malsains, voire cancérigènes.
Dans les aliments riches en amidon, la friture à basse température permet à l'amidon de migrer et de se caraméliser, ce qui donne un résultat plus doux.
Dans les aliments fragiles tels que les œufs, la friture douce empêche l'aliment de roussir ou de se désagréger.

## Inconvénients
Dans le domaine de la friture, si elle n'est pas effectuée correctement, les basses températures peuvent augmenter considérablement l'absorption d'huile, ce qui rend les aliments gras, détrempés et peu appétissants. Toutefois, Cook's Illustrated a mis au point une recette dans laquelle les frites sont laissées dans de l'huile froide pendant 25 minutes alors que l'huile est lentement chauffée à 280 °F. Cette recette s'est avérée contenir 30 % moins d'huile que les frites cuites selon la méthode traditionnelle avec de l'huile entre 325° et 350°F.